# Синельникова Марія Давидівна
Марія Давидівна Синельникова (1899–1993) — радянська актриса театру та кіно. Народна артистка РРФСР (1969).

## Життєпис
Марія Синельникова народилася 29 липня (10 серпня) 1899 року в Бердянську Таврійської губернії Російської Імперії. Навчалася на Вищих жіночих курсах у Харкові (історико-філологічний факультет). Там одночасно займалася в Студії при театрі Миколи Синельникова; Після закінчення навчання почала працювати актрисою в цьому ж театрі.
У 1920 році працювала в агітпоїзді робітиничо-селянської червоної армії (РСЧА) на Південно-Західному фронті.
Восени того ж 1920 року вступила до Студії ЄвгенаВахтангова у Москві, що незабаром стала театром ім. Вахтангова. У цьому театрі прослужила все своє творче життя.
У прижиттєвій постановці Євгена Вахтангова «Принцеса Турандот» грала Адельму почергово з акторкою Ганною Орочко.
З 1928 року вела педагогічну роботу у Театральному училищі імені Бориса Щукіна.
Померла 1993 року. Похована на Донському цвинтарі.

## Родина
- Брат — анатом Рафаїл Давидович Синельников. Племінник — анатом Яків Рафаїлович Синельников.
- Брат — актор та режисер Георгій Давидович Синельников, його дружина — заслужена артистка РРФСР Єва Єфремівна Синельникова.
- Чоловік — Лев Саулович Бахмутський, його сестра Рахіль була одружена з письменником Андрієм Соболем; племінник — поет Марк Соболь. Інша його сестра Софія була одружена з філософом Ароном Рубіним ; племінник — сходознавець-синолог Віталій Рубін.
  - Донька — Катерина Львівна Синельникова (1924—1978), викладачка гриму в Театральному училищі імені Бориса Щукіна[3].

## Творчість

### Ролі у театрі
- 1922 — «Принцеса Турандот» Карло Гоцці — Адельма
- 1928 — «На крові» Сергія Масловського — Хімера
- 1933 — «Інтервенція» Л. І. Славіна — мадам Ксідіас
- 1935 — «Аристократи» Миколи Погодіна — Сонька
- 1936 — «Флорісдорф» Фрідріха Вольфа — тітонька Малі
- 1940 — «Небезпечний поворот» Джона Прістлі — Фреда
- 1941 — «Маскарад» Михайла Лермонтова — баронеса Штраль
- 1946 — «Електра» Софокла — Клітемнестра
- 1947 — «Глибоке коріння» Гоу та Д'Юссо — Бела
- 1950 — «Перші радості» за Костянтином Федіним, перша частина — Віра Нікандрівна
- 1951 — «Кирило Ізвеков» за Костянтином Федіним, друга частина — Віра Нікандрівна
- 1956 — Філумена Мартурано Едуардо Де Філіппо — Розалія
- 1960 — «Дами та гусари» Александера Фредро — пані Дингальська
- 1974 — «Кіт у чоботях» Гейнца Калау — Дружина Селянина

### Фільмографія
- 1927 — Його високоповажність — Міріам, прийомна донька рабина
- 1935 — Останній табір — дружина Юдко
- 1936 — Покоління переможців — Роза Штейн, майстриня
- 1964 — Соучастие в убийстве (фильм-спектакль)
- 1973 — Чорний принц
- 1975 — Конармія
- 1979 — Кіт у чоботях — Селянка

### Озвучування мультфільмів
- 1957 — Снігова королева — Фінка

## Визнання та нагороди
- Заслужена артистка РРФСР (1937)
- Орден Трудового Червоного Прапора (1946)[4]
- Народна артистка РРФСР (1969)